# Gutrectomy
Gutrectomy ist eine deutsche Extreme-Metal-Band aus Lörrach, die 2011 gegründet wurde. Die Band spielte ursprünglich Slam Death Metal und entwickelte ihren Stil zu Slamming Deathcore weiter.

## Geschichte
Gutrectomy wurde 2011 in Lörrach von Philip Dahlenburg (Gitarre) und Yannick Schuler (Schlagzeug) gegründet. Komplettiert wurde die ursprüngliche Besetzung durch Dennis Schuler (Gesang) und Daniel Mahler am Bass.
Die Band veröffentlichte 2014 ihre Debüt-EP Slamageddon über das Label Rotten Roll Rex. 2017 folgte das erste Studioalbum Slampocalypse über Amputated Vein Records. Nach der selbstveröffentlichten Single Filius Mulieris Meretricis (2019) erschien 2020 die EP Slaughter the Innocent bei Rising Nemesis Records.
2018 trat Louis Weber der Band als neuer Bassist bei und ersetzte damit Daniel Mahler. 2020 übernahm Simon Wernert das Schlagzeug von Yannick Schuler, wurde jedoch 2023 von Julien Kuny ersetzt.
Das zweite Studioalbum Manifestation of Human Suffering wurde 2022 erneut über Amputated Vein Records veröffentlicht. 2025 erschien das aktuelle Album ANGST über Reality Fade.

## Diskografie

### Studioalben
- 2017: Slampocalypse (Amputated Vein Records)
- 2022: Manifestation of Human Suffering (Amputated Vein Records)
- 2025: ANGST (Reality Fade)

### EPs
- 2014: Slamageddon (Rotten Roll Rex)
- 2020: Slaughter the Innocent (Rising Nemesis Records)

### Singles
- 2019: Filius Mulieris Meretricis (Eigenveröffentlichung)

## Live-Auftritte
Gutrectomy trat bei verschiedenen europäischen Metal-Festivals auf, darunter dem Summer Breeze Open Air (2022), Party.San Metal Open Air (2018) und Deathfeast Open Air (2014, 2018, 2023). Die Band absolvierte mehrere Headliner-Tourneen durch Europa, unter anderem mit Mental Cruelty und No Face No Case.

## Gutrectology - Freiburg Corefest
Im Mai 2025 veranstaltete die Band erstmals ein eigenes Festival namens „Gutrectology – Freiburg Corefest“ im ArTik in Freiburg im Breisgau. Das ausverkaufte Event mit über 300 Besuchern präsentierte elf Bands verschiedener Metal- und Core-Genres, darunter Traumatomy, No Face No Case, The Oklahoma Kid, Kanine, Castiel, Long Drop, Never, Untold Fury, Valara und Wutanfall neben den Gastgebern Gutrectomy.

## Rezeption
Das Album Manifestation of Human Suffering (2022) wurde von der deutschen Metal-Presse positiv aufgenommen. Thomas Strater vom Metal Hammer bewertete das Album im Februar 2022 und hob die Entwicklung der Band hervor. Alexander Santel von Metal.de rezensierte das Album im März 2022 und würdigte die musikalische Leistung der Band.
Die Band erhielt besondere Aufmerksamkeit durch ein Cover-Feature im Fuze Magazine (Ausgabe 112 vom 19. Mai 2025), wo über Besetzungswechsel und die musikalische Entwicklung der Band berichtet wurde. Zusätzlich wurde Gutrectomy zweimal im Legacy Magazine in gedruckter Form vorgestellt (Ausgabe #135 vom 29. Oktober 2021 und Ausgabe #156 vom 30. April 2025); jeder dieser Ausgaben lag zudem ein Sampler bei, auf dem jeweils ein Song von Gutrectomy enthalten war.